# Tina Ellertson
Christina "Tina" Jo Ellertson (ur. 20 maja 1982 w Vancouver) – amerykańska piłkarka grająca na pozycji obrońcy, brązowa medalistka mistrzostwa świata w 2007 roku rozegranych w Chinach.